# Фонтан Сибелес

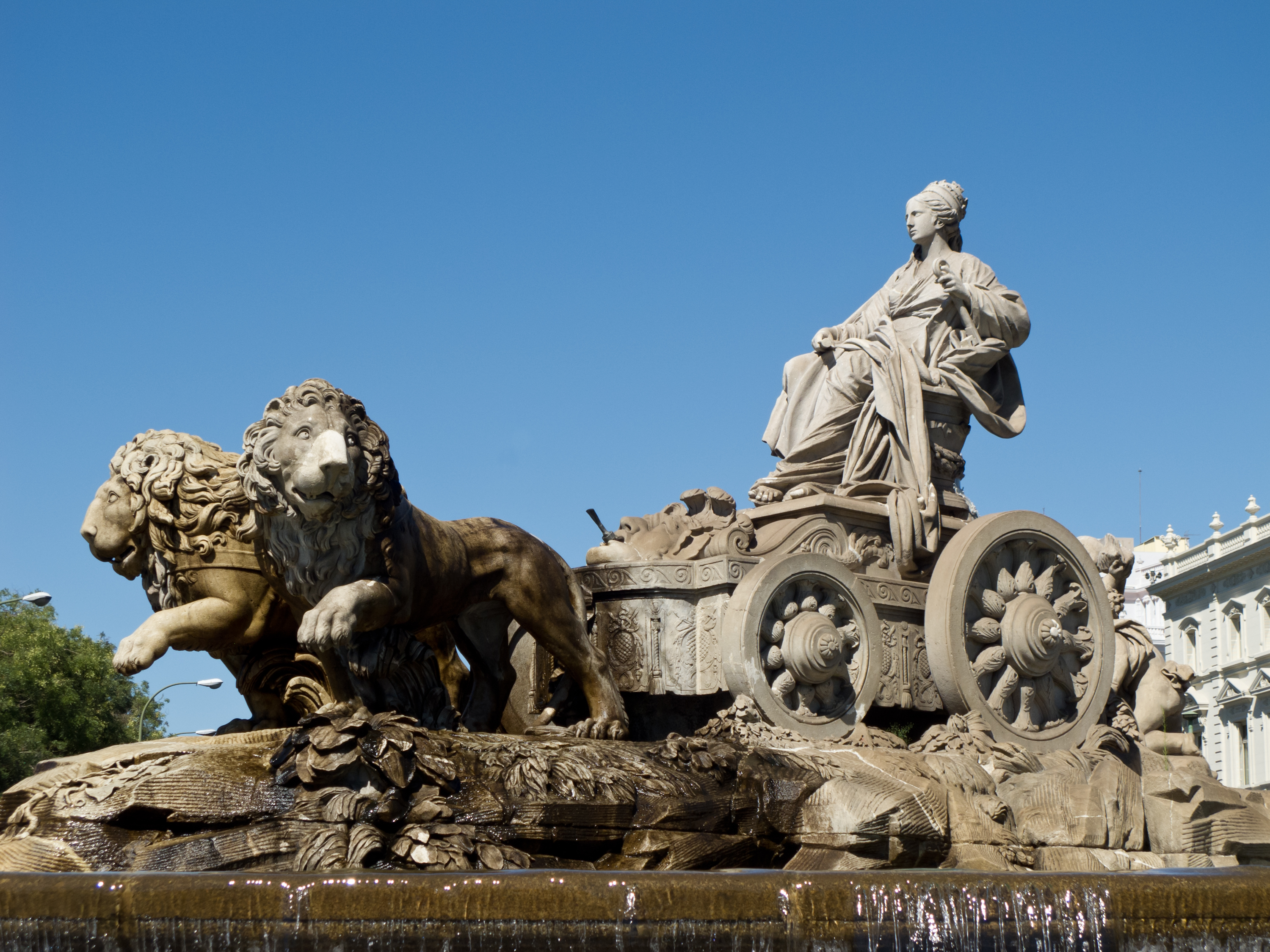
Фонтан Сибелес

Фонта́н Сибе́лес (исп. Fuente de Cibeles или исп. La Cibeles) — фонтан на одноимённой площади Мадрида, первой, построенной на бульваре Прадо. Возведён в 1782 году одновременно с дворцом Буэнависта во время реализации проекта Салон-дель-Прадо рядом с дворцом Вильяэрмоса, современным Музеем Тиссена-Борнемисы, и Отель Palace). Скульптурная композиция фонтана представляет богиню Кибелу, олицетворение матери-природы, покровительницы земледелия и плодородия, на колеснице, запряженной львами.

## История
Король Карл III, находившийся под влиянием идей Просвещения, провёл ряд реформ в области административного управления, народного хозяйства и образования. Изменения коснулись и сферы градостроительства. В годы его правления испанские города получили уличное освещение, водопровод, улицы начали моститься булыжником. Столица королевства, Мадрид, должен был быть перестроен, чтобы встать в один ряд с такими европейскими центрами, как Париж или Санкт-Петербург. Среди проектов, призванных изменить облик столицы, таких как Пуэрта-де-Алькала или фонтан Нептуна (исп.), был и фонтан Сибелес в Салон-дель-Прадо (исп.), задуманном как место отдыха мадридцев.
Фонтан был спроектирован в 1777 году Вентурой Родригесом (исп.), арихитектором и живописцем. Скульптура самой богини и колесница выполнены Франсиско Гутьерресом Аррибасом (исп.), скульптор Роберто Мишель (исп.) создал изваяния львов, оформление фонтана было поручено Мигелю Хименесу. Фигуры Кибелы и львов были вырезаны из мрамора, добытого в Монтескларос (Толедо), остальные части фонтана возведены из камня Редуэньи, местечка, находящегося в 53 км к северу от Мадрида, недалеко от Сьерра-де-Кабреры.
Фонтан изображает богиню плодородия Кибелу (в испанском варианте — Сибелес), едущую на колеснице, запряжённой двумя львами, в которых, согласно мифу, богиня Афродита превратила Гиппомена и Аталанту, заставив их в качестве наказания вечно везти эту колесницу.
Фигуры богини и двух львов первоначально, в 1782 году, они были установлены на бульваре Реколетос (исп.), рядом с дворцом Буэнависта (исп.), а в конце XIX века переместились на своё нынешнее место.